# Meco (Spagna)
Meco è un comune spagnolo di 14 903 abitanti (2021) situato nella comunità autonoma di Madrid.